# Голец
Голѐц е село в Северна България. То се намира в община Угърчин, област Ловеч.

## География
Село Голец е разположено на двата бряга на река Дрипла (Големият дол, както още е известна), която разделя два успоредни склона на Ловчанската планина. Намира се на 25 km югозападно от град Ловеч и на 35 km северозападно от град Троян. Най-близки на Голец села са Абланица (на изток) и Микре (на запад). На 10 км източно от селото протича река Осъм, по течението на която е прокаран още от римско време път за Тракия, а през 1948 г. е построена от бригадири железопътната линия Ловеч – Троян. Южно от селото минава пътят от София за Варна (Е772). По-голямата част от селото е събрана, но има махали, отделени на 2 – 3 км, наречени по името на мястото – Пазар дере, Улуман, или на родовете – Юровци, Аговци, Тошовци.

## История
На сегашното си място селото е от сравнително недалечно време. Според предания, то започва съществуването си около 1300 г. в местността Гузре, на 2 km западно от днешното село, и се е състояло от около 40 къщи. Поради това, че мястото е било изложено на бури и ветрове, след около 50 години жителите се преместват на изток, в местността Селището. В началото на 1400-те години в тази местност се явява млад момък, непознат на тогавашните жители, който задирва красивите девойки. Възрастна жена поръчва момъкът да бъде наблюдаван. Установява се, че слизал по дерето от Киркова махала и носът му бил с една ноздра (оттам идва името на пещерата Змейка). Жената казва, че това е змей, който ще унищожи селището, и хората се преместват на изток, в местността Червещица (днес – Червесъра). Новото селище е наречено Червешница, по името на местността.
Към 1490 г. на турски бей, страстен ловец от с. Шанките (днес Соколово), изчезва ловното куче. Той обвинява българите от село Червешница и заповядва селото да бъде изгорено, всички младежи и девойки откарани в Анадола, а останалите българи изклани в местността Каниското. Останали живи само българинът дядо Дончо и синът му Лазар – недъгав момък, които си правят колиба в местността Дончадъса. На територията на днес съществуващия Голец е имало турско село, без никакви българи. Намирало се в местността Малекъра (днес известна като Турска махала).
Към 1500 г. в селото идва първият българин, скитникът бай Кольо, наричан „Голтакъ“, който построява първата българска къща. По-късно придошлите българи наричат селото по неговия прякор – Голец. Втората българска къща израства от сина на бай Дончо, Лазар. На това място и днес живеят техните поколения. Селото било откъснато от централните пътища и запазено от турски потери и безчинства, затова става убежище на българи от други села: от Голяма Желязна – родът Митовци, от Угърчин – Дяновци, от Микре – Тошковци, от Пирот – Даскаловци, от Славяни – Йовчевци, от Шипково – Пеювци, които създават махала Пазар дере. По-късно идва момък – сърбин, който се оженва за българка и имат пет дъщери, които дават началото на родовете: Банчовци, Радевци, Натовци, Гивизовци и Клатичковци. Няколко семейства, дошли от Македония, създават Сели махала (днес – Киркова махала).
Основен поминък на населението в миналото и днес са животновъдството и земеделието. Но обработваемата земя е била неплодородна и недостатъчна и младежите са ходили из полските села на жътва, а някои от мъжете – по Влашко на гурбет.
В последните години много млади хора трайно се установяват в градовете Ловеч, Троян, Плевен и Габрово. Населението непрекъснато намалява: през 1939 г. то е било 2100 души, имало е 580 семейства; през 1958 г. – 1851 души, 450 семейства; през 1964 г. – 1487 души, 430 семейства, през 1977 г. – 1026 души, 405 семейства. Жителите към 31 декември 2019 г. са 146 души.
По сведения на стари хора, начално училище е имало от 1881 г., което се е намирало в частна къща. Първият учител е Стоян Даскала от с. Белши, Троянско. През 1907 г. е построена сградата на началното училище. Прогимназия има от 1920 г., намирала се е в частна къща, а сградата е построена през 1933 г. Читалището е основано през 1927 г. Имало е много добър самодеен колектив, известен в околните села. Църквата е построена през 1943 г.

## Културни и природни забележителности
Старата носия на жените от селото е била: на главата бели кърпи с „крайци“ (наплатени), на които са забождани през лятото цветя, а през зимата варакосани китки; ризи с шарени широки ръкави; през зимата обличали сукмани, а през лятото – вълненици; червени престилки, препасани с тъкани или обшити с мъниста колани с чапрази. Обували калци, плетени шарени чорапи, навуща и цървули. Различието в носията на младите и стари жени е била китката и новите дрехи.
Мъжете обличали следната носия: на главата поставяли кожен калпак, на младите бил с три дъна, а след войните започнали да носят и каскети; обличали риза (нашита около врата и на маншетите), потури, дълга аба (за празник – къса аба), елеци от шаяк, червен пояс с бели ивици. Обували са цървули, навуща, навити с бели върви или каишки. Дрехите били украсявани с гайтани, фестони и др. Шиели ги мъже – абаджии. Обичаите са били свързани с религиозни национални обреди. Хорото правели с песни, а по-късно с гайда и кавал.
В района на село Голец се намират пещерата Змейка, с дължина 130 m и водопадът Кавука.